# 渡部峻
渡部 峻（わたなべ しゅん、1996年4月15日 - ）は、TBSテレビのアナウンサー。

## 来歴・人物
山形県山形市出身。山形県立山形中央高等学校から法政大学経営学部へ進学した。高校時代は、サッカー部に所属しており、在学中に全国高等学校総合体育大会サッカー競技大会や全国高等学校サッカー選手権大会へ出場したが、自身はレギュラーの座を掴めなかった。
大学卒業後の2019年4月1日付で、アナウンサーとしてTBSテレビに入社。同期入社のアナウンサーは近藤夏子・篠原梨菜・若林有子で、8月30日には、『ジェーン・スー 生活は踊る』（TBSラジオ）で4人揃っての「初鳴き」（番組デビュー）を果たした。その後は、テレビの報道・情報系番組を中心に担当。前述した高校時代の経歴を背景に、『スーパーサッカー』（単独番組時代の最終盤）のサブキャスターや、週末の夕方にテレビで全国ネット向けに放送される報道番組（『報道特集』や『Nスタ』日曜版）のスポーツキャスターも務めた。
TBSラジオでは、『土曜ワイドラジオTOKYO ナイツのちゃきちゃき大放送』の生中継リポーターなどを経て、2023年1月12日から2024年3月28日まで毎週木曜日に「ニュースデスク」（午前 - 午後帯の生ワイド番組内で放送される定時ニュース）を担当。『Nスタ』の日曜版では、2023年10月8日放送分から（スポーツニュースの担当を含む）メインキャスターに昇格していた。
『Nスタ』の日曜版には2024年6月2日まで出演していたが、同日の本番後（翌6月3日早朝）に、飲酒で酩酊状態になったあげく「一般家屋への無断侵入と放尿」というトラブルを東京都内で起こした。『週刊現代』の報道によれば、侵入された家屋の住民からの通報によって身柄を一時警察に保護された末に、TBSテレビ報道局の警視庁キャップが身柄を引き取ったという。このような事情から、6月3日以降はテレビ・ラジオとも番組への出演を見合わせていて、週末に担当していた報道番組と定時ニュースでは他の同僚アナウンサーが週替わりでキャスターを代行している。
TBSテレビでは、渡部が番組への出演を見合わせるまでの経緯を、放送上公表していない。もっとも、見合わせを始めた翌週に『週刊現代』が一連の経緯を報じたことを受けて、2024年6月16日に広報・IR部を通じてコメントを発表。報道の内容が事実であることを認めるとともに、本人に同社への出勤を続けさせている一方で、本人を番組へ復帰させる時期を定めていないことを明かした。さらに、TBSテレビが翌7月3日に開いた定例社長会見では、同席していた専務の合田隆信が上記のトラブルに言及。渡部が侵入した家屋の家庭に対する謝意を述べたうえで、「『一般家屋へ上がり込んだ後に放尿した』と伝えられている一部の報道と違って、本人などからは『（当該家屋の）玄関先で放尿に及んだ』と聞いている」「本人に対しては、『アナウンサーとしての自覚が足りない』との理由で厳重注意へ処した後に、（所属部署の）アナウンスセンターに籍を残したままアナウンス以外の内勤業務に就かせている。番組へ復帰させる時期は未定だが、今後は、自己管理を徹底させることを考えている」と説明している。その後10月20日に『GAME × GAME powered by TBS【ガメガメ。】』（先輩アナウンサーの宇内梨沙を中心に運営している、ゲーム実況動画を配信しているYouTubeチャンネル）での同期の若林による企画「わかばのぷよぷよ」のオフ会イベントの進行役として、公の場での職務復帰を果たしている。2024年12月31日の『森本毅郎・スタンバイ!』に代理パーソナリティとして出演し、番組に復帰した。2025年1月10日には、テレビ出演と2024年9月からアナウンス業務に復帰していたことが報道された。

## 出演番組

### 現在
前述した事情で、2024年6月3日から12月まで出演を見合わせた。

#### テレビ
- JNN NEWS
  - 平日9時台の後半（『ラヴィット!』への内包）分
    - 月曜日担当：2021年4月 - 2022年9月（2021年9月までは山本里菜と交互に隔週で出演）、2025年4月 -
    - 火曜日担当：2022年10月 - 2023年3月
    - 水曜日担当：2025年4月 -

  - 土曜・日曜深夜（『S☆1』への内包）分：2023年4月1日深夜 - 2023年10月1日深夜
  - 日曜昼前（午前11時台）分：2023年10月8日  - 2024年6月2日

#### ラジオ
- 爆笑問題の日曜サンデー（2025年1月26日 - 、不定期）：「サンデー競馬小僧」実況担当

#### YouTube
- 赤坂にサウナを作りたいのです：TBSグループの「サウナー」（サウナ愛好家）有志で運営するチャンネルで、BS-TBSから月に1回放送される『旅するサウナ』と連動。「サウナー」を自認している同期入社の篠原と交互に出演している。

### 過去

#### テレビ
- スーパーサッカー（2019年10月14日未明 - 2021年3月29日未明）
- はやドキ!（2019年10月1日 - 2021年9月24日） - 火曜日（2020年9月まで）→金曜日担当
- ひるおび
  - 木曜午前枠のプレゼンター：2020年8月 - 2021年9月
  - 金曜午前枠の生中継リポーター：2021年10月 - 2024年3月
  - 木曜午前枠の生中継リポーター：2024年4月 - 6月
    - 渡部の出演見合わせを受けて、およそ3年間の産前産後休業から2024年6月に復帰したばかりの古谷有美が、6月13日放送分から9月までリポートを代行していた。
- 地球を笑顔にするTV 香川と指原と安住と…SDGsって何だ?SP（2020年11月21日）
- Nスタ
  - 平日版ニュースプレゼンター
    - 水曜日担当：2021年10月6日 - 2022年9月28日
    - 月曜日担当：2022年10月3日 - 2023年3月20日

  - 日曜版スポーツキャスター：2023年4月2日 - 2023年10月1日
  - 日曜版メインキャスター：2023年10月8日 - 2024年6月2日
    - 2023年9月まで『JNN NEWS』日曜昼前分と合わせて（スポーツ以外のニュースと特集を担当する）キャスターを務めてきた同期の若林が他番組の担当へ異動したことを機に、日曜版のキャスターを（2人のメインキャスターと1人のスポーツキャスターによる）3人から男女1人ずつ（同格扱いのメインキャスター制）へ移行したことに伴う措置。この移行を機に「スポーツキャスター」のポストが廃止されたため、出水麻衣（2023年4月から出演している先輩アナウンサー）とのコンビでメインキャスターを務めながら、番組の後半にスポーツニュースを単独で担当していた。前述の通り2025年1月より『爆笑問題の日曜サンデー』内での競馬実況を不定期で担当しているため、日曜版のキャスターとしての復帰の可能性が消滅した。
- 報道特集
  - スポーツキャスター：2023年4月1日 - 2024年6月1日
  - ニュースキャスター：2024年4月6日 - 6月1日（スポーツキャスターとの兼任）
- 開運音楽堂（第5代MC、2023年4月1日 - 12月23日）：歴代最後のMC
- JNNフラッシュニュース（日曜版キャスター、2023年4月2日 - 2023年10月1日）
- TBSニュース（日曜版キャスター、2023年10月8日 - 2024年6月2日）
- TBS NEWS

#### ラジオ
- 何かが始まる音がする
  - 採用試験攻略番組「エントリーシート読み上げます!」（2020年4月1日 - 5月27日）
  - 「レシート読み上げます！」（火曜：2020年6月2日 - 6月23日）
  - 「BGMの「おこだわり」、教えてくれよ！」（水曜：2020年6月3日 - 6月25日。火曜：6月30日 - 8月25日）
- ジェーン・スー 生活は踊る（2019年8月30日：初出演[2]。2020年8月31日：小笠原亘の代役）
- 土曜ワイドラジオTOKYO ナイツのちゃきちゃき大放送（2020年10月3日 - 2022年12月24日、「ちゃきちゃきリポート TOKYO潜入大作戦」中継リポーター[10]）
- 『アフター6ジャンクション』シリーズ
  - アフター6ジャンクション（2021年8月2日、2022年2月7日、7月18日・7月25日、2023年6月26日・8月28日）：いずれも月曜パートナー・熊崎風斗の代理[注 1]（2023年6月26日は育児休暇、それ以外はスポーツ中継に伴う出張のため）
  - アフター6ジャンクション2（2024年3月19日）：（第4月曜日から始まる週を除く）火曜パートナー・日比麻音子の代理（ソウル市内の高尺スカイドームで組まれていたMLBレギュラーシーズン開幕カード・ロサンゼルス・ドジャース対サンディエゴ・パドレス2連戦の取材に伴う韓国出張のため）
- ニュースデスク（毎週木曜日、2023年1月12日 - 2024年3月28日） 
  - 2023年4月以降は、『パンサー向井の＃ふらっと』『ジェーン・スー 生活は踊る』『こねくと』内の定時ニュースを担当。夕方（17時台）の『ネットワークトゥデイ』（JRN向けの全国ニュース版）については、外山恵理が「ニュースデスク」という肩書でキャスターを務めている。ただし、2024年1月11日には『ネットワークトゥデイ』にも外山に代わって出演。